# Fernand Ochsé

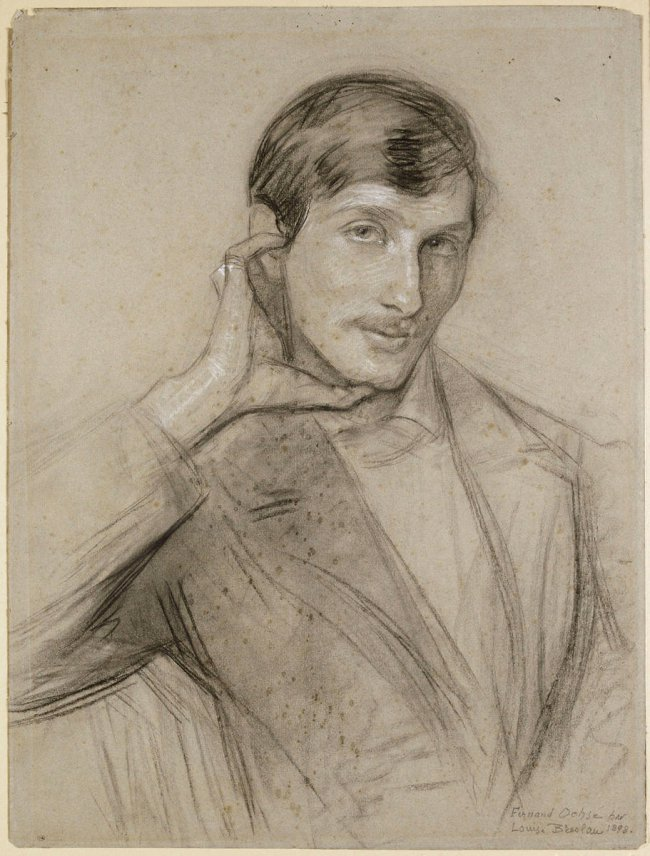
Louise-Cathérine Breslau: Fernand Ochsé (1898, signiert)

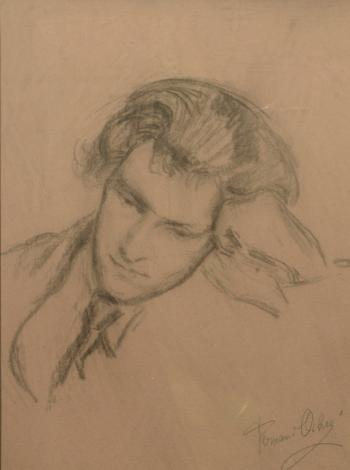
Fernand Ochsé: Arthur Honegger (Zeichnung ohne Jahr. Fotografische Reproduktion)

Fernand Ochsé (geboren 11. Januar 1879 in Paris; gestorben im August 1944 im KZ Auschwitz) war ein französischer Künstler.

## Leben
Fernand Ochsé stammte aus einer wohlhabenden Familie. Sein älterer Bruder Julien Ochsé (1876–1936) war Lyriker. Sie lebten in einer großen Villa in Neuilly-sur-Seine. Julien Ochsé heiratete 1906 die belgische Bildhauerin Louise Mayer. Nach seinem Tod heiratete Fernand die Witwe.
Fernand Ochsé studierte am Pariser Konservatorium und lernte dort Arthur Honegger, Maurice Ravel und Reynaldo Hahn kennen, mit denen er befreundet blieb. Honegger widmete ihm 1918 die Ballettmusik Le Dit des Jeux du Monde und 1930 die Operette Les aventures du Roi Pausole. Er komponierte Kunstlieder.
Ochsé arbeitete mit seinem Bruder zusammen und organisierte für ihn Lesungen. In ihrer Villa hatten sie literarische Salons, die sich den künstlerischen Moden widmeten. Er führte Aufträge für Bühnengestaltungen aus. 1923 war er für die Ausstattung der Premiere von Hahns Operette Ciboulette verantwortlich. 1928 entwarf er die Kostüme im Film La chute de la maison Usher. 1934 gestaltete er den Umschlag für die Ausgabe von Chansons des Komponisten Pierre Octave Ferroud. Er gehörte zu den Illustratoren der Zeitschrift La Revue musicale.
Louise und Fernand Ochsé flohen nach der deutschen Eroberung Frankreichs 1940 in die italienisch besetzte Zone. Sie wurden im Juli 1944 in Cannes festgenommen und in Nizza und dann im Sammellager Drancy inhaftiert. Honegger konnte sie dort nicht retten, und sie wurden mit dem „Konvoy 77“ am 31. Juli 1944 in das KZ Auschwitz deportiert, wo sie umgebracht wurden.

## Werke (Auswahl)
- La poésie dans l'opérette, in: Conferencia. Revue mensuelle des Lettres, 15. Juli 1938
- C'était hier (valse chantée). Text Gustave Nadaud. Orchester Marcel Cariven. Schallplattenaufnahme 1940

Chansons mit Klavier
- Odelettes. Komposition. Text Henri de Régnier. Paris : Heugel, ohne Jahr
- Le Parc. Poèmes des "Fêtes galantes" de Paul Verlaine. Komposition.  Berlin : Adolph Fürstner, 1913[9]
- Ce que je préfère. Text und Komposition. Paris : Choudens, 1933.
- Ménage moderne. Komposition. Paris : Coda, 1934
- Réponse à Balzac. Komposition. Text Paul Dublin. Paris : éditions Coda, 1934.
- Me v'là ! Komposition. Text Paul Dublin. Paris : éditions Coda, 1934.
- Sur les toits. Komposition. Text P.-G. Dublin. Paris : S. Fox, 1935.
- Réponse à Balzac. Komposition. Text Paul Dublin. Paris : éditions Coda, 1934.
- Vite et doucement. Komposition. Text Paul Dublin. Paris : éditions Coda, 1934.
- L'Arithmétique. Komposition. Text P. G. Dublin. Paris : S. Fox, 1935.